# Xanthochilus quadratus
Xanthochilus quadratus är en insektsart som först beskrevs av Fabricius 1798.  Xanthochilus quadratus ingår i släktet Xanthochilus, och familjen fröskinnbaggar. Enligt den svenska rödlistan är arten starkt hotad i Sverige. Arten förekommer i Götaland, Gotland och Öland. Artens livsmiljö är jordbrukslandskap.